# Antarchaea helesusalis
Antarchaea helesusalis är en fjärilsart som beskrevs av Walker 1858. Antarchaea helesusalis ingår i släktet Antarchaea och familjen nattflyn. Inga underarter finns listade i Catalogue of Life.